# Conan (revue)
Conan est une publication parue en France sous plusieurs formes chez plusieurs éditeurs et dans plusieurs collections à partir de septembre 1976, consacrée à Conan le Barbare version Marvel Comics.

## Historique
Une première série d'albums grand format en noir et blanc paraît de septembre 1976 à janvier 1979 aux Éditions Lug sous le titre Une aventure de Conan. Elle publie essentiellement le comic The Savage Sword of Conan, ainsi que quelques numéros de Savage Tales.
À partir de fin 1977, chez Arédit/Artima paraît Conan, un petit format noir et blanc dans la Collection Comics Pocket. La revue connaît 7 numéros jusqu'à fin 1978, et publie essentiellement le comic Conan the Barbarian, dont les premières aventures sont parues dans la revue Eclipso du même éditeur, à partir du n°42 de juin 1974.
Fin 1979, Conan le Barbare, au format comic et en couleurs, prend la suite chez le même éditeur dans la collection Artima Color Marvel SuperStar puis Arédit Marvel Color, jusqu'en mai 1984. Sont également publiés des numéros des comics Red Sonja, ou Black Knight. Entre 1983 et 1985, plusieurs autres albums hors-série paraissent (Conan Spécial), notamment les adaptations en bandes dessinées des deux films Conan le Barbare et Conan le Destructeur, ainsi que King Conan (3 albums en 1984) publiant la série Marvel éponyme.
Entre-temps, en 1980, Arédit/Artima reprend la publication de The Savage Sword of Conan dans une nouvelle série d'albums géants en couleurs, dans la collection Artima Color Marvel Géant, qui durera jusqu'à juillet 1984. Et de 1981 à 1984, paraît également Conan Color dans la collection Pocket Color Marvel Arédit, qui réédite les premiers numéros de Conan the Barbarian.
À partir d'octobre 1985, Conan change encore d'éditeur. Super Conan paraît d'octobre 1985 à janvier 1990 chez Aventures et Voyages dans la collection Mon Journal. La revue reprend la publication des deux comics phares, Conan the Barbarian et Savage Sword of Conan. Parallèlement, Aventures et Voyages publie le comic King Conan dans Super Conan Spécial de novembre 1986 à novembre 1989 (10 numéros)
Début 1990, c'est Semic, ex-Lug, qui reprend la publication en français des comics Marvel Conan the Barbarian, The Savage Sword of Conan et King Conan, dans Conan (jusqu'en 1993) et Spécial Conan (jusqu'en 1996).
En 1997, Panini reprend la licence Marvel et publie Conan the Savage dans une nouvelle publication intitulée Conan. À partir de 2008, le même éditeur publie ou re-publie le comic The Savage Sword of Conan dans Les Chroniques de Conan.